# Diakopto
Diakopto (in greco Διακοπτό?) è un ex comune della Grecia nella periferia della Grecia Occidentale (unità periferica dell'Acaia) con 7 023 abitanti secondo i dati del censimento 2001.
È stato soppresso a seguito della riforma amministrativa, detta Programma Callicrate, in vigore dal gennaio 2011 ed è ora compreso nel comune di Aigialeia.

## Località
Diakopto è suddiviso nelle seguenti comunità (i nomi dei villaggi tra parentesi):
- Ano Diakopto (Ano Diakopto, Pounta)
- Diakopto (Diakopto, Kalyvitis, Kernitsa, Lofos)
- Elaionas (Elaionas, Metochi, Terpsithea)
- Eliki (Eliki, Kalanteri)
- Katholiko
- Keryneia (Keryneia, Nea Keryneia)
- Mamousia (Mamousia, Derveni, Stavria)
- Nikoleika
- Rizomylos
- Rodia
- Trapeza (Trapeza, Paralia Trapezis)
- Zachloritika